# Sprawa operacyjna
Sprawa operacyjna – 

## Rodzaje spraw operacyjnych
Służba Bezpieczeństwa prowadziła kilka rodzajów spraw operacyjnych:

### Sprawa operacyjnego poszukiwania (SOP)
Sprawy te wszczynano w związku z dokonaniem czynu przestępczego, gdy sprawca/sprawcy przestępstwa nie zostali ujęci ani nie byli znani albo też nie odzyskano przedmiotów przestępstwa oraz zachodziła potrzeba wszechstronnego wyjaśnienia okoliczności zaistniałego czynu.

### Sprawa operacyjnego sprawdzenia (SOS)
Była to sprawa o najniższym stopniu zaangażowania operacyjnego. Wszczynano ją w przypadku stwierdzenia naruszenia prawa. Funkcjonariusze nadawali sprawie kryptonim, uruchamiali osobowe źródło informacji. Za ich pomocą typowano podejrzanych, a następnie zbierano o nich informacje. SOS mógł zakończyć się pozyskaniem podejrzanych jako osobowych źródeł informacji. W przypadku, gdy jako podejrzani wchodziła w grę większa grupa osób, funkcjonariusze przystępowali do sprawy operacyjnego rozpracowania (SOR).

### Sprawa operacyjnego rozpracowania (SOR)
Sprawa, w której wykorzystywano większy nakład sił i środków. W przypadku SOR SB rozpracowywała większą grupę osób. Tak samo jak w SOS, sprawie był nadawany kryptonim, uruchamiano osobowe źródła informacji, za pomocą których zbierano informacje o podejrzanych. SOR również mógł zakończyć się zwerbowaniem do współpracy. W innym przypadku informacje uzyskane w wyniku działań operacyjnych, przekształcano w materiały śledcze i sprawę kierowano do sądu.

### Kwestionariusz ewidencyjny (KE)
„Teczka” sensu stricto. KE był zakładany w celu rozpracowania konkretnej, pojedynczej osoby. Za pomocą osobowych źródeł informacji i innych środków operacyjnych (np. podsłuchów) zbierano wszelkie informacje na temat figuranta. Badano jego powiązania, kontakty, wrogą działalność (lub potencjalną wrogą działalność). KE mógł być przekształcony w sprawę operacyjnego rozpracowania, lub zakończyć się pozyskaniem figuranta na osobowe źródło informacji. Za pomocą KE kontrolowano także działalność byłego osobowego źródła informacji; w kategorii tej zawierał się również tzw. TEOK, czyli teczka ewidencji operacyjnej na księdza w ramach którego zbierano informacje o każdym duchownym katolickim i kandydacie na duchownego.